# Giuseppe Vaccarini
Giuseppe Vaccarini (Miradolo Terme, 13 settembre 1952) è un enologo italiano, vincitore del Concorso Miglior Sommelier del Mondo A.S.I. (Association de la Sommellerie Internationale) 1978 a Estoril in Portogallo.

## Biografia
Giuseppe nasce il 13 settembre 1952 a Miradolo Terme. Consegue un diploma di maturità come Tecnico delle Attività Alberghiere e i diplomi di qualifica professionale come Addetto ai servizi alberghieri di Sala-Bar e di Cucina.
Dal 1978 al 1983 è Sommelier e direttore di vari ristoranti a Milano, a Sinalunga, in provincia di Siena, a Venezia, Milano e a Minorca.
Parallelamente inizia la sua carriera di docente all'Istituto Alberghiero "Carlo Porta" di Milano dove insegna inizialmente "Tecnologia Alberghiera" per poi seguire il corso "Tecnica e pratica dei Servizi di Sala-Bar e Sommelier". Collabora anche con numerose università italiane e straniere in materia di gastronomia, enologia e sommellerie.
Dal 1990 al 2006 è stato membro del Comitato Tecnico del Thophée Ruinart per il Concorso Miglior Sommelier d'Europa e del Comitato Tecnico per il Miglior Sommelier del Mondo A.S.I.
Nel 2002 gli viene conferita una Laurea Honoris Causa in "Wine and Food Advice" dall'Università di Lugano durante il periodo in cui è Presidente di A.I.S. (Associazione Italiana Sommeliers).
Nel giugno 2007 Giuseppe Vaccarini fonda ASPI, l'Associazione della Sommellerie Professionale Italiana di cui attualmente è Presidente.
Oltre ad essere un apprezzato autore di testi, Vaccarini ha collaborato con diverse riviste del settore eno gastronomico e collabora tuttora con La Cucina Italiana.

## Migliori Sommelier del Mondo A.S.I.
- 1969 - Armand Melkonian, Francia
- 1971 - Piero Sattanino, Italia
- 1978 - Giuseppe Vaccarini, Italia
- 1983 - Jean-Luc Pouteau, Francia
- 1986 - Jean-Claude Jambon, Francia
- 1989 - Serge Dubs, Francia
- 1992 - Philippe Faure-Brac, Francia
- 1995 - Shinya Tasaki, Giappone
- 1998 - Markus Del Monego, MW, Germania
- 2000 - Olivier Poussier, Francia
- 2004 - Enrico Bernardo, Italia
- 2007 - Andreas Larsson, Svezia
- 2010 - Gerard Basset, MW, Gran Bretagna
- 2013 - Paolo Basso, Svizzera
- 2016 - Arvid Rosengren, Svezia
- 2019 - Marc Almert, Germania
- 2023 - Raimonds Tomson, Lettonia